# Mtsambama
Mtsambama ist ein Inkhundla (Verwaltungseinheit) im Zentrum der Region Shiselweni in Eswatini. Es ist 180 km² groß und hatte 2007 gemäß Volkszählung 13.210 Einwohner.

## Geographie
Das Inkhundla liegt im Zentrum der Region Shiselweni im Norden von Sandleni. Es wird intensive Landwirtschaft betrieben.
Hauptverkehrsader ist die MR 10, die durch das Inkhundla verläuft.
Im Osten des Inkhundla erhebt sich der Mconga Kop auf 979 m Höhe (⊙).

## Gliederung
Das Inkhundla gliedert sich in die Imiphakatsi (Häuptlingsbezirke) Benezer, Bhanganoma, KaZenzile, Kwendzeni und Magele.